# ATP Challenger College Station
Der ATP Challenger College Station (offiziell: College Station Challenger) war ein Tennisturnier, das 2004 einmal in College Station, Texas, stattfand. Es gehörte zur ATP Challenger Tour und wurde im Freien auf Hartplatz gespielt.

## Liste der Sieger

### Einzel
| Jahr | Sieger   | Finalgegner  | Ergebnis |
| ---- | -------- | ------------ | -------- |
| 2004 | André Sá | Brian Vahaly | 6:3, 6:0 |

### Doppel
| Jahr | Sieger                      | Finalgegner           | Ergebnis      |
| ---- | --------------------------- | --------------------- | ------------- |
| 2004 | Paul Goldstein Brian Vahaly | André Sá Bruno Soares | 7:5, 2:6, 6:4 |